# سيدي خالد (ولي صالح)
سيدي خالد بن علي بن عمر، المعروف بمثقوب الشواهد، صاحب القبرين، الذين أحدهما في مكرة بنواحي سيدي  بلعباس، والآخر بنواحي فرندة بقرية تاغزوت، ويتصل نسب سيدي خالد سيدي إدريس، ويلقب في المغرب (بخالد المصمودي)، المشهور بالتحرير من المغارم عند ملوك المغرب، وكان أبناؤه الذين هم في القطر الجزائري كذلك محررين من المغارم عند ملوك الأتراك وهو من أسرة معتبرة مشهورة بالشرف، والبركة، والعلم، والكرم، والشـجاعة، وخصال الخير عند الأحرار ونواحيهم في بلاد تيارت وغيرها.

## نسبه
هو سيدي خالد بن علي بن عمر بن علي بن خالد بن زكريا بن عبد المولى عفوية أو العافية بن محمد بن عبد الرحمن بن يوسف بن سليمان بن يحي بن أحمد بن إدريس الثاني بن إدريس الأول بن عبد الله الكامل بن الحسن المثنى بن الحسن السبط بن علي بن أبي طالب وفاطمة الزهراء بنت النبي محمد ﷺ بن عبد الله.